# ينس كايوستي
ينس-ليس ميشال كايوستي (من مواليد 10 أغسطس 1999)، هو لاعب كرة قدم سويدي محترف يلعب كلاعب خط وسط في نادي ميتييلاند والمنتخب السويدي.

## النشأة
ولد كايوستي في السويد لأب أمريكي من أصل هايتي وأم سويدية. انتقل بعدها إلى الصين مع أسرته في سن الخامسة، وعاش عامًا واحدًا في لويانغ قبل الانتقال إلى بكين. هناك، بدأ مسيرته الكروية. بعد سنوات قليلة، عادت العائلة إلى السويد. عندما كان عمره 10 سنوات، بدأ اللعب في نادي أورغريته. 

## مسيرته الكروية
في يونيو 2018، انتقل كايوستي إلي نادي ميتييلاند الدنماركي، حيث وقع عقدًا مدته خمس سنوات.  ظهر لأول مرة مع النادي في 26 أغسطس 2018 ضد نادي راندرس.  ظهر لأول مرة في دوري أبطال أوروبا في مباراة على أرضه في مرحلة المجموعات 2020-21 ضد أتالانتا والتي خسرها فريقه 0-4.

## مسيرته الدولية
في 4 نوفمبر 2020، استدعى لأول مرة لمنتخب السويد لخوض المباراة الودية ضد الدنمارك ومباريات في دوري الأمم الأوروبية ضد كرواتيا وفرنسا. ظهر لأول مرة على المستوى الدولي في خسارة السويد 0-2 أمام الدنمارك في 12 نوفمبر 2020.

## الإنجازات

### الأندية
ميتييلاند
- دوري السوبر الدنماركي: 2019-20

## روابط خارجية
- ينس كايوستي على موقع الاتحاد الدولي (مؤرشف)  (الإنجليزية)
- ينس كايوستي على موقع الاتحاد الأوربي (الإنجليزية)
- ينس كايوستي على موقع اتحاد السويد (السويدية)
- ينس كايوستي على موقع إي إس بي إن إف سي (الإنجليزية)
- ينس كايوستي على موقع قاعدة بيانات كرة القدم.إي يو (الإنجليزية)
- ينس كايوستي على موقع ليكيب (الفرنسية)
- ينس كايوستي على موقع ناشيونال فوتبول تيمز (الإنجليزية)
- ينس كايوستي على موقع Soccerbase.com (لاعب) (الإنجليزية)
- ينس كايوستي على موقع Soccerway.com (الإنجليزية)
- ينس كايوستي على موقع عالم كرة القدم.نت (الإنجليزية)

- الملف الشخصي لكرة القدم العالمية